# شارع تشامبرز (إدنبرا)
""شارع تشامبرز، إدنبره"" 

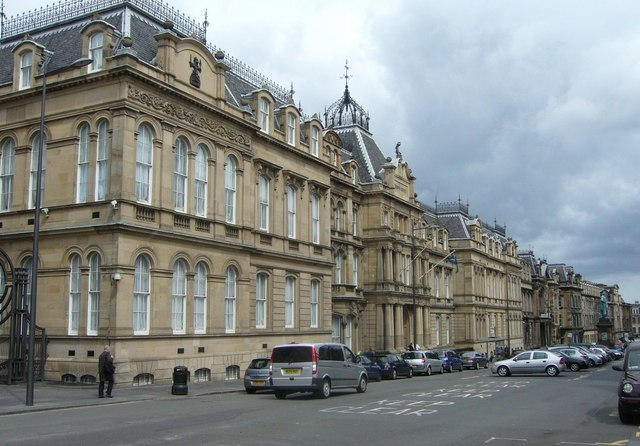

يقع شارع تشامبرز في إدنبره، سكوتلاندا في الطرف الجنوبي من المدينة القديمة. 
تمت تسمية هذا الشارع بعد عهد وليام تشامبرز جلينورمنستون الذي كان نائبا لمدير جامعة إدنبره والذي كان أيضاً من المؤيدين لتحسين وتطوير إدنبره عام 1867م. هناك شارع ضيق يطلق عليه اسم شارع الكلية الشمالية كما يوجد أيضاً ثلاثة مربعات سكنية بنيت في القرن الثامن عشر وأطلق عليها اسم ساحة آدم، ونتيجة لذلك أزيلت ساحتي براون وأرقلي بعد بناء تلك المربعات السكنية. ويحيط بالشارع الجامعات والمتاحف والمباني ومجموعة مختلفة من المطاعم. 
""المباني البارزة""
المباني مؤرخة حسب تاريخ إنتهاء بنائها:
1.	الكلية القديمة، جامعة إدنبرة 1791-1827م، (كلية قديمة مقابلة للجسر الجنوبي، قبل تشييد شارع تشامبرز، أما الشقق المقابلة لهذا الشارع فقد صممها كلا من روبرت آدم و وليام هنري بأشكال مختلفة. 
2.	منزل مينتو 1878، كان هذا المنزل في السابق للولاة، أما الآن فقد حول إلى قسم الهندسة المعمارية في جامعة إدنبره. 
3.	المتحف الملكي 1888م.
4.	منزل آدم، جامعة إدنبره،1953،(قام بتصميمه وليام كيننوموث)
5.	شريف محكمة إدنبره، 1995.
6.	متحف اسكتلندا 1998.
7.	مدرسة وكلية إدنبره السابقة لطب الأسنان.